# Ieltsin Camões
Ieltsin Jerónimo Semedo Camões, född 26 april 1999, är en portugisisk-angolansk fotbollsspelare som spelar för Tromsø IL.

## Karriär
Camões började spela fotboll i huvudstaden Lissabon i CAC. 2011 gick han till storklubben Sporting Lissabon, där han spelade med bland annat Rafael Leão som Camões blev god vän med under tiden i Sporting och de är även goda vänner i dag, där han spelade till 2013 då Camões återvände till sin moderklubb CAC.
Under sommaren 2015 flyttade han till England för att spela för Macclesfield Town FC U16, men mest för U18-laget. Sommaren 2016 flyttade Camões tillbaka till Portugal men denna gång till ön Madeira, där han spelade med CD Nacional U19-lag. 
Sommaren 2018 bytte Camões till rival-klubben CS Marítimo (också på Madeira). Under sommaren 2019 provtränade han med Northern Premier League-klubben Atherton Collieries FC under en längre tid.
I juli 2019 gick Camões till portugisiska União Almeirim, där han spelade i ett år. I juli 2020 värvades han av FC Alverca B-lag. Efter en tuff korsbandsskada så kom i augusti 2021 Camões till Sverige och Skellefteå FF. I december 2021 förlängde han sitt kontrakt i klubben med ett år.
Säsongen 2022 spelade Camões 26 matcher och gjorde 26 mål i Division 2 Norrland. I februari 2023 värvades han av Superettan-klubben IK Brage, där han skrev på ett treårskontrakt. Den 1 april 2023 debuterade Camões i Superettan i en 2-1 förlust mot Västerås SK, då han spelade 71 minuter innan han blev utbytt mot Pontus Jonsson.
I februari 2025 skrev Camões på för Tromsø IL för cirka 4 miljoner kr, där han skrev på ett treårskontrakt.